# 李·克勞
李·克勞（Lee Clow，1943年—），是美國广告界知名人物，TBWA\Chiat\Day的董事長及全球總監，曾任該公司的創意總監。《廣告時代》將他評為「廣告界的藝術指導上師」。
他曾制作了蘋果電腦的“1984”广告，与乔布斯合作30年。他曾在Chiat/Day、TBWA/Chiat/Day和TBWA/Media Arts Lab工作，这些公司都为苹果服务。

## 簡歷
李·克勞出生於美國加州的洛杉磯。他曾就讀於聖塔莫尼卡學院及加州大學長堤分校。
克勞最著名的事蹟是與史提夫·海頓共同創作了蘋果電腦的《1984》商業廣告，它造就了麥金塔電腦及其「不同凡想」的標語。該60秒的電視節目是以90萬美元預算製作完成，已被視為廣告業界的傑作。
他還有幾項知名作品，包括勁量班尼、塔可鐘吉娃娃及加州冷飲公司。克勞也曾操盤日產與寶路寵物食品的廣告合約競標案。